# Allison (light novel)
Allison (アリソン?, Arison) è una serie di light novel scritta da Keiichi Sigsawa ed illustrata da Kōhaku Kuroboshi. Il titolo è seguito da Lillia to Treize e Meg to Seron. Una sound novel per Nintendo DS è stata pubblicata il 7 dicembre 2006. Un adattamento manga di Hiroki Haruse ha iniziato la serializzazione sul Dengeki Comic Gao! della MediaWorks il 27 luglio 2007, per poi essere trasferito sulla rivista Dengeki Daioh a partire dal 21 marzo 2008. Un adattamento anime dal titolo Allison to Lillia, basato sui romanzi sia di Allison che della serie Lillia to Treize, è stato trasmesso in Giappone tra aprile ed ottobre 2008.

## Trama
Allison è una serie di avventure ambientata in un mondo caratterizzato da un singolo continente, che si estende approssimativamente dall'equatore fino a 60 gradi di latitudine nord, e che è diviso al centro da un'alta catena di montagne e da un grande fiume. In questo universo l'industria e il livello tecnologico sono praticamente equivalenti a quelli dell'Europa degli anni trenta e, a causa della particolare conformazione geografica del territorio, vi si sono sviluppate due culture diverse che si sono fatte la guerra tra loro per centinaia di anni. Il conflitto più sanguinoso è avvenuto trentacinque anni prima dell'inizio della storia ed è quello che ha portato entrambe le fazioni a un riluttante armistizio dopo ben cinque anni di duri scontri. La pace che ne è derivata, a parte un breve conflitto per il controllo del fiume, che si è poi risolto con la creazione di una zona cuscinetto su entrambi i lati, è stata mantenuta intatta da quel momento in poi. La regione orientale, che comprende sedici paesi tutti parlanti la stessa lingua, è nota come Roxche (ロクシェ?, Rokushe), sebbene in precedenza fosse chiamata Confederazione di Roxcheanuk. La regione occidentale, comprendente i regni di Bezel e Iltoa che riuniscono un piccolo numero di paesi dal linguaggio diverso rispetto a quello della regione orientale, è invece chiamata Sou Beil (スー･ベー･イル?, Sū Bē Iru), sebbene in precedenza fosse nota come il Regno Unito di Bezel Iltoa. Oltre alla lingua, l'unica differenza effettiva che si può notare tra le due regioni è che in quella occidentale vi sono più persone dai capelli biondi.
All'inizio del primo racconto, Allison Whittington, una pilota delle forze aeree di Roxche, va a visitare il suo amico d'infanzia Wilhelm Schultz, rimasto a scuola durante le vacanze estive per continuare i suoi studi. Mentre passano per la campagna vicino alla scuola, i due incontrano un anziano che, pur raccontando sempre frottole secondo i compagni di Wil, riesce comunque ad attirare la loro attenzione parlando di un "tesoro" in grado di porre fine una volta per tutte alla guerra. Siccome però una cosa del genere è ormai ritenuta impossibile, nessuno gli ha mai creduto. Dopo che l'uomo viene rapito e portato a Sou Beil, Allison e Wil rubano un aeroplano ed inseguono i rapitori lungo il fiume fino all'altra regione. Fortunatamente i due sono stati cresciuti come orfani da una donna proveniente dall'ovest, per cui sanno parlare entrambe le lingue.

## Media

### Light novel
La serie, scritta da Keiichi Sigsawa con le illustrazioni di Kōhaku Kuroboshi, è composta da quattro volumi, pubblicati dalla MediaWorks sotto l'etichetta Dengeki Bunko tra il 10 marzo 2002 e il 10 maggio 2004.
| Nº | Titolo italiano (traduzione letterale) Giapponese 「Kanji」 - Rōmaji                                                                           | Data di prima pubblicazione       | Data di prima pubblicazione |
| Nº | Titolo italiano (traduzione letterale) Giapponese 「Kanji」 - Rōmaji                                                                           | Giapponese                        |                             |
| 1  | Allison 「アリソン」 - Arison | 10 marzo 2002 ISBN 4-8402-2060-3  |                             |
| 2  | Allison II: un sogno notturno a mezzogiorno 「アリソンII 真昼の夜の夢」 - Arison II mahiru no yoru no yume                                     | 10 marzo 2003 ISBN 4-8402-2307-6  |                             |
| 3  | Allison III (parte 1): Lutoni attraverso il finestrino di un vagone 「アリソンIII(上) ルトニを車窓から」 - Arison III (ue) rutoni o shasō kara | 10 marzo 2004 ISBN 4-8402-2629-6  |                             |
| 4  | Allison III (parte 2): un treno chiamato cospirazione 「アリソンIII(下) 陰謀という名の列車」 - Arison III (shita) inbō to iu na no ressha      | 10 maggio 2004 ISBN 4-8402-2681-4 |                             |

### Visual novel
La sound novel per Nintendo DS, il cui gameplay presenta diverse caratteristiche dei giochi di carte, è stata pubblicata dalla MediaWorks in edizione sia regolare che limitata il 7 dicembre 2006. Allison è infatti una delle poche light novel della casa editrice ad essere stata adattata in sound novel dalla DS Dengeki Bunko, un ramo della MediaWorks che produce videogiochi di questo genere per Nintendo DS, tutti basati sui romanzi pubblicati sotto l'etichetta Dengeki Bunko (come Baccano!, Inukami! e Iriya no sora, UFO no natsu).

### Manga
L'adattamento manga di Hiroki Haruse è stato serializzato sul Dengeki Comic Gao! della MediaWorks dal 27 luglio 2007 al 27 gennaio 2008, per poi continuare la serializzazione sul Dengeki Daioh a partire dal 21 marzo 2008. Due volumi tankōbon sono stati pubblicati dalla ASCII Media Works, sotto l'etichetta Dengeki Comics, rispettivamente il 26 aprile 2008 e il 27 febbraio 2009.

#### Volumi
| Nº | Data di prima pubblicazione | Data di prima pubblicazione | Data di prima pubblicazione |
| Nº | Giapponese                  | Giapponese                  |                             |
| -- | --------------------------- | --------------------------- | --------------------------- |
| 1  | 26 aprile 2008              | ISBN 978-4-04-867044-9      |                             |
| 2  | 27 febbraio 2009            | ISBN 978-4-04-867716-5      |                             |

## Accoglienza
La serie di light novel ha venduto più di 1 milione di copie.